# 이웃 (2009년 영화)
《이웃》(Neighbor)은 미국에서 제작된 로버트 A. 마시안토니오 감독의 2009년 공포, 스릴러 영화이다. 아메리카 올리보 등이 주연으로 출연하였다.

## 출연

### 주연
- 아메리카 올리보
- 크리스티안 캠벨
- 로렌 루니

### 조연
- 피트 포스티글리온
- 조셉 아니스카
- 민크 스톨
- 트레이시 토스